# Гало (Казерта)
Гало је насеље у Италији у округу Казерта, региону Кампанија.
Према процени из 2011. у насељу је живело 314 становника. Насеље се налази на надморској висини од 840 м.